# Pipecleaner-Gletscher
Der Pipecleaner-Gletscher ist ein Gletscher in der Royal Society Range des ostantarktischen Viktorialands. Er entsteht aus dem Zusammenfluss zahlreicher Berggletscher auf der Ostseite des Mount Huggins. Gemeinsam mit dem Glimpse-Gletscher mündet er dort in den Radiant-Gletscher, wo jener auf den nördlichen Ausläufer des Dismal Ridge trifft.
Teilnehmer einer von 1960 bis 1961 dauernden Kampagne im Rahmen der neuseeländischen Victoria University’s Antarctic Expeditions nahmen die Benennung vor. Namensgebend sind die zahllosen Moränenbänder auf der Oberfläche des Gletschers, die in ihrer Gesamtheit an einen Pfeifenreiniger (englisch pipecleaner) erinnern.